# Годфри, Патрик
Патрик Линдсей Арчибальд Годфри (англ. Patrick Lindesay Archibald Godfrey, род. 13 февраля 1933 года) ― британский актёр кино, телевидения и сцены.

## Биография
Годфри родился в Финсбери, Лондон, в семье преподобного Фредерика Годфри и Лоис Мэри Глэдис (урождённой Тернер).
В 1956 году Годфри присоединился к труппе Radio Drama Company, выиграв стипендию Карлтона Хоббса. Он дебютировал в кино в фильме «Мисс Джули» (1972) и снялся в нескольких британских фильмах 1980-х, 1990-х и 2000-х годов, в том числе «Комната с видом», «Остаток дня», «Как важно быть серьёзным», «Граф Монте-Кристо» и «Отверженные». Он также сыграл Леонардо да Винчи в экранизации «История вечной любви» вместе с Дрю Бэрримором и Дугреем Скоттом. У него множество ролей на телевидении, в «Доктор Кто», «Инспектор Морс» и других сериалах.

## Личная жизнь
Он женат на актрисе Аманде Уокер с 20 апреля 1960 года, и у них двое детей.